# Raoul II de Brienne
Pour les autres membres de la famille, voir Maison de Brienne.
Pour les articles homonymes, voir Brienne.
Pour l’article homonyme, voir Raoul Ier de Brienne pour son père homonyme qui fut aussi connétable de France.
Raoul II de Brienne est le fils de Raoul Ier de Brienne, comte d'Eu et de Guînes, seigneur de Jarnac et de Châteauneuf, et de Jeanne de Mello-St-Bris. Le 19 novembre 1350, sur ordre du roi Jean II de France, il est décapité à Paris. Les causes de son exécution sont restées secrètes mais il semble qu'il ait été convaincu de haute trahison.

## Biographie
En 1344, il succède à son père dans ses comtés et garde la charge de connétable de France que le roi Philippe VI avait confiée à son père.
En 1340, il épouse Catherine de Savoie, fille de Louis II de Vaud et d'Isabelle de Chalon-Arlay. De cette union il n'a pas de descendance, mais il reconnaît en 1345 un fils illégitime, Jean du Bois, seigneur de la Maison Fort (cf. Père Anselme : Histoire de la Maison royale de France, t. VI, p. 136).

## Guerre de Cent Ans
En 1346, lors de la prise de Caen, Raoul de Brienne est fait prisonnier, lors de la chevauchée d'Édouard III, par les forces anglaises menées par le comte de Kent, Thomas Holland. En automne 1350, il est autorisé à rentrer en France afin qu'il puisse réunir la somme de 60 000 moutons d'or pour payer sa rançon.

## La disgrâce
En effet, il s'agit d'un gentilhomme cosmopolite dont le domaine est partagé entre plusieurs royaumes (en France, en Angleterre et en Irlande). Comme tous les seigneurs dont les possessions ont une façade maritime à l'ouest (sauf ceux dont les domaines sont dans le bassin de la Seine et qui peuvent facilement commercer avec Paris), il a intérêt à soutenir l'Angleterre pour des raisons économiques (le transport maritime étant à l'époque plus performant que le transport terrestre, la Manche constitue une intense zone d'échange). Dès son arrivée à Paris, de mauvaises langues prétendent que le connétable aurait été libéré parce qu'il aurait rendu hommage au roi Édouard III d'Angleterre en lui cédant sa forteresse de Guînes, place forte donnant sur le Pas de Calais. Il semble qu'il ait négocié sa libération contre l'engagement de reconnaître Édouard III comme roi de France et que Jean le Bon en ait eu connaissance par l'interception de courriers à destination du souverain anglais. Le roi ne souhaite pas que cela s'ébruite car cela remettrait en avant les problèmes de droits d'Édouard à la couronne. Le roi de France le fait arrêter et enfermer dans un cachot du Louvre. Le lendemain, 19 novembre 1350, il est emmené devant l'hôtel de Nesle où, sans avoir eu de procès, il est décapité et ses biens confisqués.
Personne ne connaîtra jamais les vraies raisons de cette exécution.

## Ses titres
Tandis qu'il confie la charge de connétable à Charles de La Cerda en janvier 1351, le roi de France rattache le comté de Guînes au domaine royal et donne le comté d'Eu à Jean d'Artois, fils de Robert III. L'opacité sur les raisons de cette exécution laisse place aux rumeurs : le connétable aurait été exécuté parce qu'il entretenait une liaison avec feu la reine Bonne de Luxembourg (ce qui permet de discréditer les futurs Valois en instituant un doute sur leur hérédité et donc leur légitimité).

## Sources
- Généalogie Québec